# 지린고원

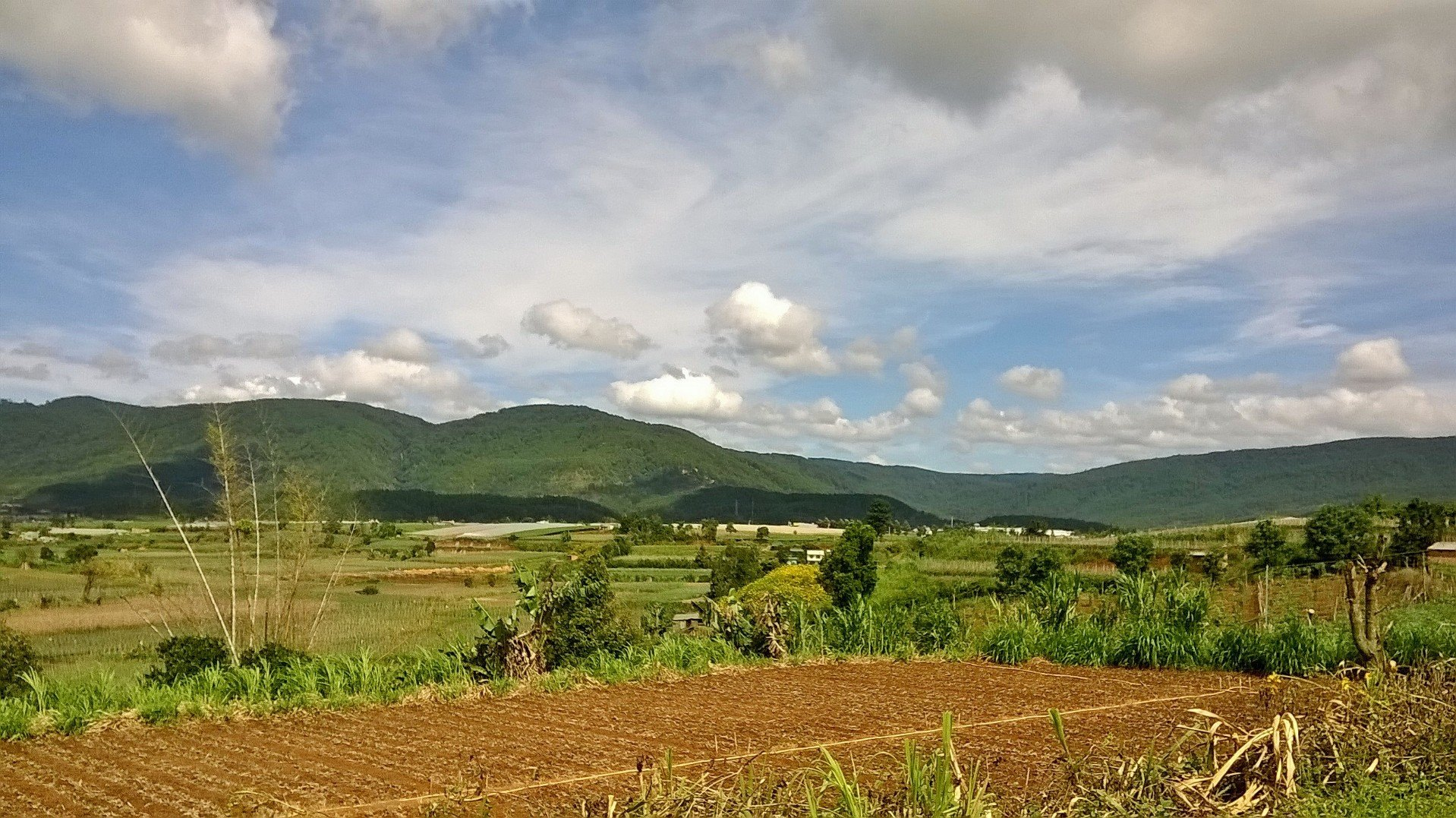
지린고원, 럼동성 던즈엉현 까도사 부근

지린고원(베트남어: Cao nguyên Di Linh)은 럼비엔고원과 함께 베트남 럼동성의 대부분을 덮고 있는 두 개의 주요 고원 중 하나이다. 이 고원은 해발 1000m의 평균 고도를 가지고 있다. 이 고원은 럼동성의 50% 이상을 차지한다.
지린 고원은 두 부분으로 나눌 수 있다. 북부는 던즈엉현, 득쫑현, 럼하현 지역에서 비교적 평평하다. 남부는 지린현과 바오록시 지역의 산, 언덕, 가파른 경사면 및 좁은 계곡으로 크게 나뉜다.
지린고원의 토양과 기후는 차와 커피(특히 로버스타 커피)를 재배하는 데 적합하다.